# Conségudes
Conségoudes ist eine französische Gemeinde im Département Alpes-Maritimes in der Region Provence-Alpes-Côte d’Azur. Sie gehört zum Kanton Vence im Arrondissement Grasse. Die Bewohner nennen sich Conségudois. 

## Geographie
Im Norden bildet der Fluss Estéron die Gemeindegrenze. Die angrenzenden Gemeinden sind Roquestéron und Pierrefeu im Norden, Les Ferres im Osten, Bézaudun-les-Alpes und Coursegoules im Süden sowie La Roque-en-Provence im Osten. Die Gemeinde liegt umgeben vom Regionalen Naturpark Préalpes d’Azur, ist diesem jedoch nicht beigetreten.

## Bevölkerungsentwicklung
| Jahr      | 1962 | 1968 | 1975 | 1982 | 1990 | 1999 | 2008 | 2014 |
| --------- | ---- | ---- | ---- | ---- | ---- | ---- | ---- | ---- |
| Einwohner | 96   | 91   | 64   | 59   | 57   | 63   | 81   | 101  |